# Synagoge Hattingen
Die Synagoge in Hattingen war das Sakralgebäude der jüdischen Gemeinde in Hattingen. Sie befand sich in der Bahnhofstraße 8 und wurde im Zuge der Pogromnacht 1938 zerstört.

## Geschichte

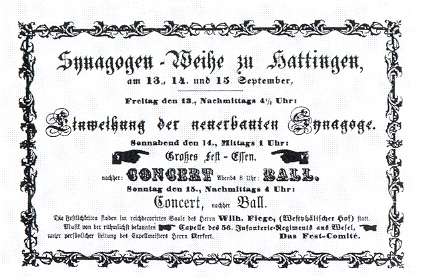
Anzeige zur Synagogen-Weihe in den Märkischen Blättern, 1872

Seit etwa 1810 feierte die jüdische Gemeinde Hattingen ihre Gottesdienste im Horstmann’schen Haus in der Großen Weilstraße 13. Als Ersatz für diesen Betraum wurde Anfang der 1870er-Jahre nach den Bauplänen eines Hattinger Maurermeisters die neue Synagoge in der Bahnhofstraße errichtet. Der feierlichen Grundsteinlegung am 7. Juni 1871 wohnten auch Hattingens Bürgermeister sowie der evangelische Pfarrer bei. Die Synagoge wurde am 13. September 1872 eingeweiht.
Die gesamten Baukosten der neuen Synagoge konnten von einer Geldspende des Kaufmanns Liefmann Gumperz bestritten werden. Das Grundstück in der Bahnhofstraße war bereits von der Gemeinde für 1500 Thaler erworben worden. Der Israelit schrieb im Oktober 1872 über die Einweihungsfeier und weiter: „Das Synagogen-Gebäude entspricht den hiesigen Gemeinde-Verhälnissen, ist in seinem Innern zweckmäßig und schön eingerichtet, hat Gasbeleuchtung einschließlich des Kronleuchters für 62 Flammen.“

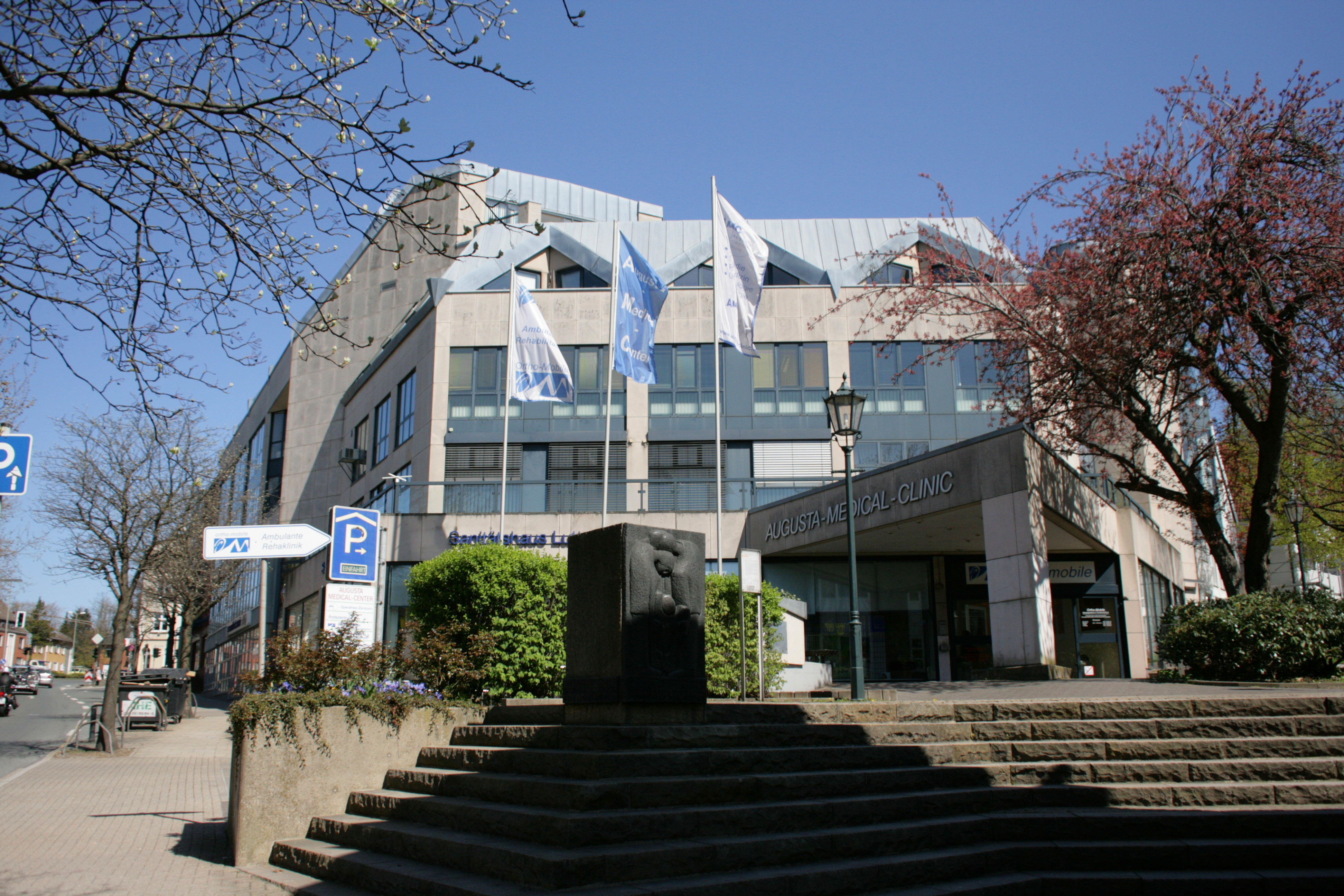
Synagogenplatz mit Gedenkstein

Des Weiteren meldete die Wochenzeitschrift, dass hinter der Synagoge der Bau einer Schule mit inbegriffener Lehrerwohnung bereits im Gange war. Die Allgemeine Zeitung des Judentums berichtete 1878, dass, da die Gemeinde nur drei Thorarollen besaß, ein Gemeindemitglied eine weitere neu schreiben ließ und sie der Gemeinde schenkte; die Weihe gab Veranlassung zu einem religiösen Fest.
In der Reichskristallnacht wurden die Kultgeräte und die Thorarollen aus der Synagoge auf die Straße geworfen und die Synagoge von den Nationalsozialisten niedergebrannt. Die Ruine wurde im Februar 1939 abgerissen. Eine aus der brennenden Synagoge gerettete Thorarolle wurde angeblich dem Grab des im Juni 1939 verstorbenen Kaufmanns Max Blume auf dem Jüdischen Friedhof Hattingen beigelegt.
Zur Erinnerung befindet sich seit 1987 in der Nähe des ehemaligen Gebäudestandorts auf dem Synagogenplatz der Denkstein „Gegen das Vergessen“ der Hattinger Bildhauerin Ulla H’loch-Wiedey.

## Beschreibung
Die neue Synagoge in der späteren Bahnhofstraße war auf einer langgestreckten, schmalen Parzelle errichtet. Über den höher gelegenen, weitläufigen Vorplatz erreichte man über ein paar Treppen die Westfassade, rechts dahinter stand das Schulhaus. Das etwa 126 m² große Gebäude hatte einen rechteckigen Grundriss und ein Walmdach. An der Nord- und der Südseite fiel das Licht durch drei hohe, einfarbig verglaste Rundbogenfenster in den Betraum. 
Das rundbogige Eingangsportal der Westfassade war durch ein mit Säulen profiliertes Gewände eingefasst und durch einen vorstehenden Vorbau mit Dreiecksgiebel betont. Über dem Eingang befand sich ein Oculus. Die durch Lisenen vertikal dreiteilig gegliederte Schaufassade war unter dem Hauptgesims mit einem Rundbogenfries geschmückt. Östlich befand sich ein Anbau für den Thoraschrein. 
Das Innere der Synagoge war traditionell gestaltet: zunächst betrat man einen Vorraum, von dort aus ging man rechts über eine Treppe zur Frauenempore mit 56 Sitzen, links befand sich ein Zimmer (vermutlich ein Abstellraum). Geradeaus gelangte man durch eine zweiflügelige Tür in den Betraum mit 104 Sitzplätzen, die durch einen Mittelgang geteilt und auf den Thoraschrein ausgerichtet waren. Wie in Gemeinden liberaler Orientierung üblich, war die Bima vor dem Allerheiligsten aufgestellt. 
1922 fand eine grundlegende Renovierung des Gotteshauses statt. Die ursprünglich installierte Gasbeleuchtung wurde später durch elektrisches Licht ersetzt, und im Jahr 1938 wurden ein Kronleuchter und zwölf Wandleuchten angebracht.